# Соколиное (Крым)
Соколи́ное (до 1945 года Кокко́зы; укр. Соколине, крымскотат. Kökköz, Коккозь) — село в Голубинском сельском поселении Бахчисарайского района Республики Крым (согласно административно-территориальному делению Украины — в Голубинском сельском совете Бахчисарайского района Автономной Республики Крым).

## Население
| 2001 | 2014  |
| ---- | ----- |
| 1396 | ↘1251 |

Всеукраинская перепись 2001 года показала следующее распределение по носителям языка
| Язык             | Процент |
| ---------------- | ------- |
| русский          | 62.39   |
| крымскотатарский | 22.64   |
| украинский       | 10.74   |
| другие           | 1.14    |

### Динамика численности
| - 1805 год — 400 чел. - 1864 год — 869 чел. - 1886 год — 1063 чел. - 1889 год — 1449 чел. - 1892 год — 1223 чел. - 1897 год — 1687 чел. - 1915 год — 1840/110 чел. | - 1902 год — 1540 чел. - 1926 год — 1630 чел. - 1939 год — 1898 чел. - 1944 год — 1527 чел. - 2001 год — 1396 чел. - 2009 год — 1417 чел. - 2014 год — 1251 чел. |

## Современное состояние
В Соколином на 2015 год 12 улиц, 3 переулка, к селу приписано урочище Чайное (бывший Чайный домик Юсупова).
Площадь, занимаемая селом, 94,8 гектаров, на которой в 427 дворах, по данным сельсовета на 2009 год, числилось 1417 жителей.
В селе действует начальная общеобразовательная школа (ранее — средняя школа-интернат), Соколинский психоневрологический интернат, действует фельдшерско-акушерский пункт, работают туристско-оздоровительный комплекс «Орлиный залёт» (также «Орлиный полёт») и турбаза «У горной речки».
Действует православная община «Святого преподобного Андрея Рублёва».
Расположено на реке Коккозка, у подножия Главной гряды Крымских гор, высота центра села над уровнем моря 281 м, ближайший населённый пункт — село Аромат.

## Название
Историческое название села Коккозы в переводе с крымскотатарского означает «голубой глаз», «голубоглазый» (kök — голубой, köz — глаз). В исторических документах встречаются варианты Гёкгёз, Вигне, Папа Йалныз, Папайалныз.

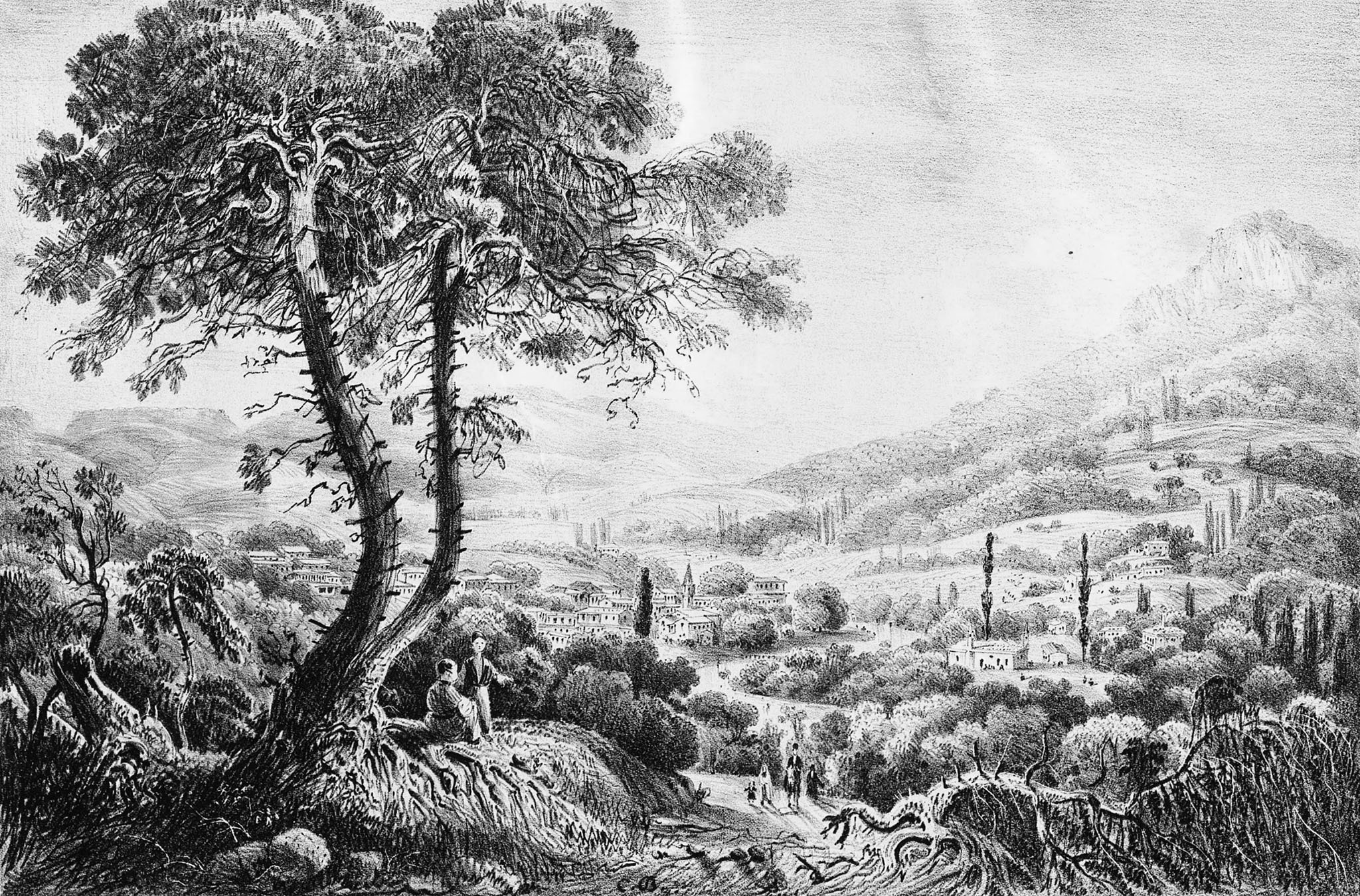
Карло Боссоли. Кокос. Из альбома «24 вида Крыма, снятых с натуры и литографированных», 1842 год.
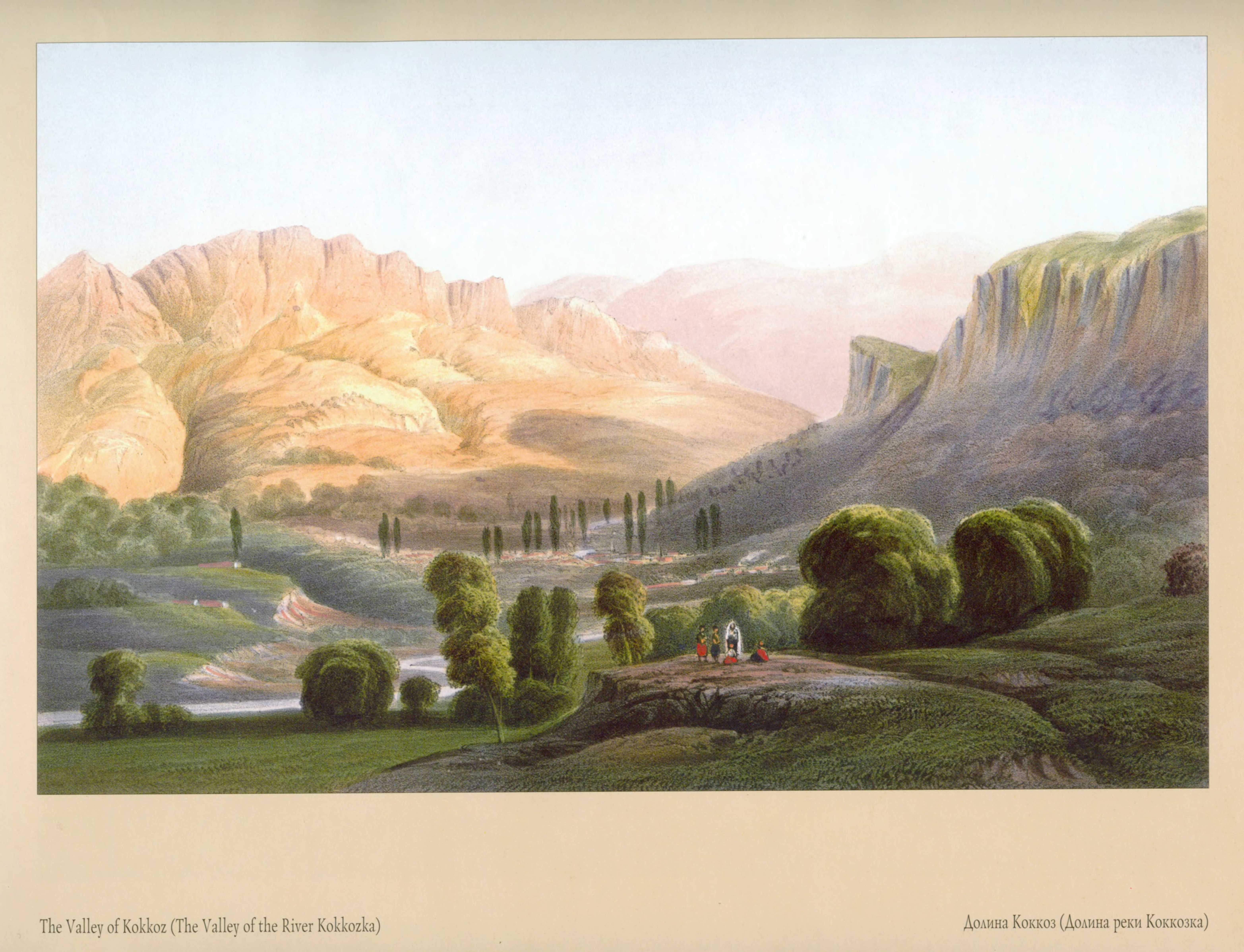
Карло Боссоли. Долина реки Коккозка. 1840—1842 год.
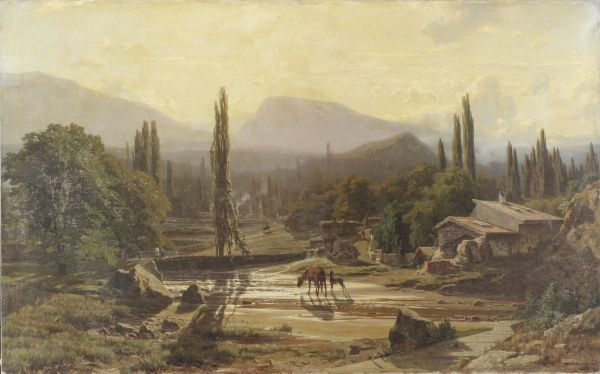
Владимир Орловский. Вид деревни Кокоз в Крыму. 1868 год.
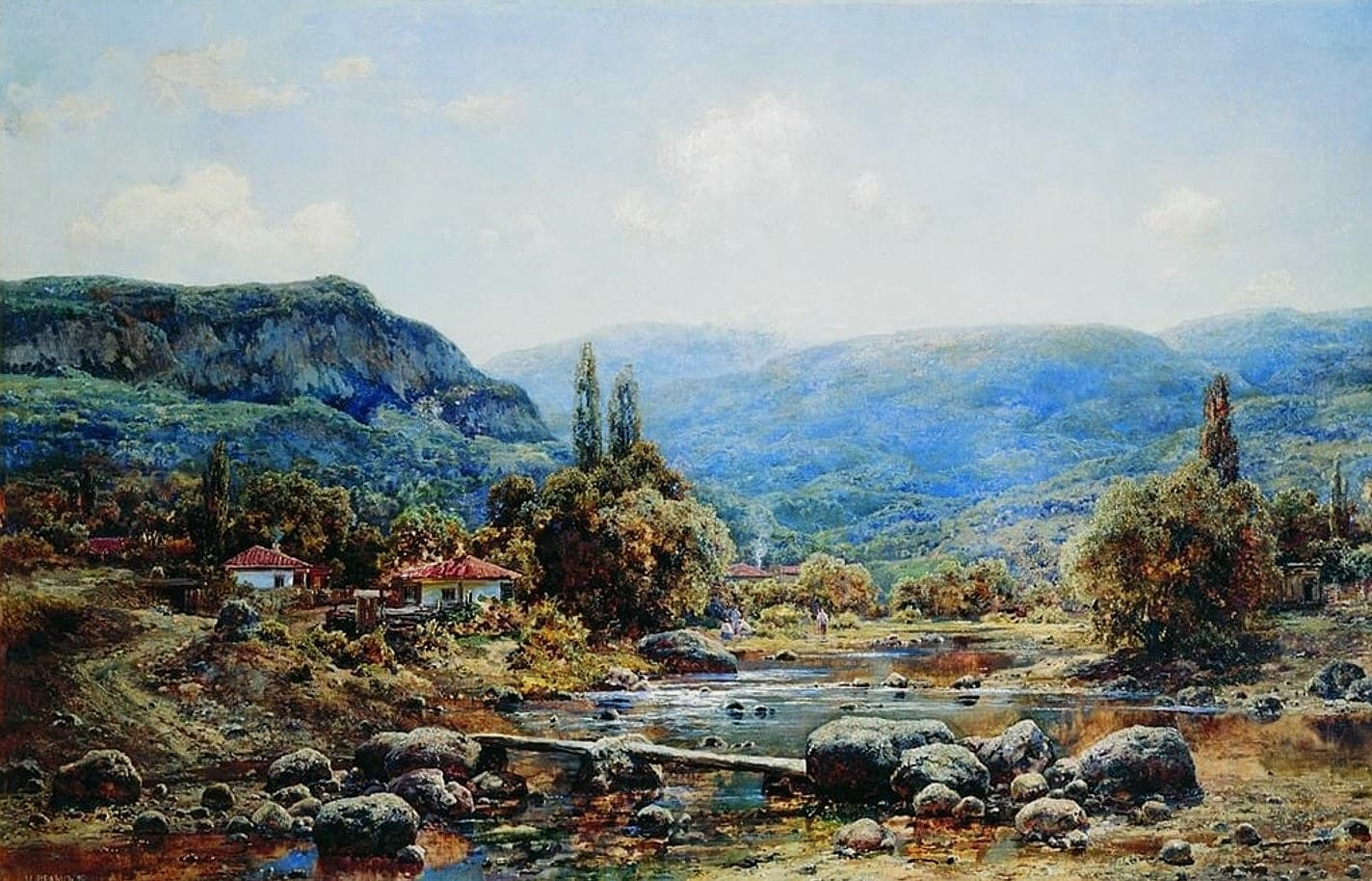
Иван Вельц. Деревня Кокоз в Крыму. 1890

## Транспорт
Село связано автобусным сообщением с Севастополем, Симферополем и Бахчисараем. Через село проходит автодорога 35К-020 Бахчисарай — Ялта (по украинской классификации — Т-0117), на Ялту через Ай-Петри.

## Достопримечательности
В Соколином находятся Юсуповский дворец, 3 исторические мечети — объекты культурного наследия Крыма: Юсуповская (Коккоз джами), Али Бея Булгакова (Булгаковская) и Куртлер-Маале Джами (Кутлерская), несколько исторических фонтанов (чешме).
В окрестностях находится Большой каньон Крыма, один из красивейших водопадов Крыма — «Серебряные струи».

## История

### Время Мангупа и Порты
Деревня (скорее всего их было несколько, распололоженных рядом), как и вся округа, в средние века принадлежала княжеству Феодоро, но, ввиду малой археологической исследованности Соколиного, более подробной информации, кроме малоизученной средневековой церкви у пещеры Данильча-Коба (св. Даниила?) нет. После падения Мангупского княжества в 1475 году Коккоз был включён в Мангупский кадылык Кефинского эялета Османской империи (Татский иль Эвлии Челеби). Документальное упоминание селения встречается в «Османском реестре земельных владений Южного Крыма 1680-х годов», согласно которому в 1686 году (1097 год хиджры) Коккоз, или Папайалныз входил в Мангупский кадылык эялета Кефе. Всего упомянуто 116 землевладельцев, все мусульмане, владевших 2655-ю дёнюмами земли. Также, как отдельная деревня, был учтён Кюрдлер (впоследствии махалле Коккоза, в котором 38 человек владели 832-мя дёнюмами. В 1705 году учтено 3 двора, платящих налог авариз. После обретения ханством независимости по Кючук-Кайнарджийскому мирному договору 1774 года «повелительным актом» Шагин-Гирея 1775 года селение было включено в Крымское ханство в состав Бакчи-сарайского каймаканства Мангупскаго кадылыка, что зафиксировано и в Камеральном Описании Крыма 1784 года, как Кокос и Другой Кокос — приходы-маале большой деревни. К тому времени христиан в Кокозах не осталось и в Ведомости о выведенных из Крыма в Приазовье христианах от 18 сентября 1778 года А.В. Суворова деревня не значится.

### Российская империя
После присоединения Крыма к России (8) 19 апреля 1783 года, (8) 19 февраля 1784 года, именным указом Екатерины II сенату, на территории бывшего Крымского Ханства была образована Таврическая область и деревня была приписана к Симферопольскому уезду. Пётр Паллас, в своём труде 1794 года «Наблюдения, сделанные во время путешествия по южным наместничествам Русского государства», так описал селение 
…через Яйлу до Кокоз, большой прекрасной деревни на берегу Кабарты… Татары Кокоза очень состоятельны, занимаясь торговлей лесом, спускаемым ими с ужасно крутых гор на вышеупомянутых санях; живут они в хороших чистых домах, имеют прекрасно устроенные сады, а владетель этой деревни, самой большой на всем полуострове, коллежский советник Меметша-бей, имеет здесь построенные в турецком вкусе трактир и гарем, а также хорошую мельницу.
После Павловских реформ, с 1796 по 1802 год, входила в Акмечетский уезд Новороссийской губернии. По новому административному делению, после создания 8 (20) октября 1802 года Таврической губернии, Коккоз был включён в состав Махульдурской волостьи Симферопольского уезда.

По Ведомости о всех селениях в Симферопольском уезде состоящих с показанием в которой волости сколько числом дворов и душ… от 9 октября 1805 года, в Коккозах в 86 дворах проживало около 400 человек крымских татар, а земля принадлежала статскому советнику Мегметчи-бею. На военно-топографической карте генерал-майора Мухина 1817 года значится уже 115 дворов. После реформы волостного деления 1829 года Кокоз, согласно «Ведомости о казённых волостях Таврической губернии 1829 г», отнесли к Узенбашской волости (переименованной из Махульдурской). Шарль Монтандон в своём «Путеводителе путешественника по Крыму, украшенный картами, планами, видами и виньетами…» 1833 года писал 
Это селение, слишком мало посещаемое иностранцами, но, однако, заслуживающее самого большого их внимания, почти полностью вклинивается в горы. 230 домов и мечети, его составляющие, расположены ярусами на холмах, у подножия которых катит свои пенные воды Кабарда, и имеют вид, свидетельствующий о достатке жителей. Почти все они занимаются изготовлением телег или другими работами по дереву; считается, что каждый год в этой деревне производится 18 000 колёс и большое количество маджар (телег), продаваемых на разных рынках полуострова. Здесь 300 тележников и лишь один кузнец на всю деревню.
Именным указом Николая I от 23 марта(по старому стилю) 1838 года, 15 апреля был образован новый Ялтинский уезд и деревню включили в состав новой Богатырской волости. На карте 1836 года в деревне 198 дворов, как и на карте 1842 года. В 1850 годы в Коккозах известно о 7 мечетях: в Кутлер-маалле и Кучук Кутлер-маалле, Джума-Джами, мечети в Байрам-Хаджи(Хаваджи)-маалле, Юхары-маале, Арабаджи-маалле и выстроенная Али-беем Булгаковым в приходе Абдураман-маалле. Также числилось Старое медресе, на 1866 год описанное, как «разваливающееся».
В 1860-х годах, после земской реформы Александра II, деревня осталась в составе преобразованной Богатырской волости. Согласно «Списку населённых мест Таврической губернии по сведениям 1864 года», составленному по результатам VIII ревизии 1864 года, Коккозы — казённая татарская деревня с 68 дворами, 869 жителями, 2 русскими экономиями, 4 мечетями при речках Байке, Апоке и Кабарта-Су (на трёхверстовой карте Шуберта 1865—1876 года в деревне обозначено 145 дворов). На 1886 год в деревне, согласно справочнику «Волости и важнѣйшія селенія Европейской Россіи», проживало 893 человека в 154 домохозяйствах, действовали 4 мечети, 2 школы и 3 лавки. Кроме того в документах зафиксированы, как отдельные деревни, маале (кварталы) Коккоз: Адильша Маголе  с 16 дворами, 99 жителями, Биюк-Куртлер-Коккоз — с 33 дворами и 194 жителями, Мейномет-Бай-Маголе (10 дворов, 62 жителя) и Мурла-Бай-Маголе (20 дворов, 6124 жителя), все со сроими мечетями. По результатам Х ревизии 1887 года, отражённым в «Памятной книге Таврической губернии 1889 года», в Коккозах записано 263 двора и 1449 жителей).
После земской реформы 1890-х годов деревня осталась в составе Богатырской волости. Согласно «…Памятной книжке Таврической губернии на 1892 год», в деревне Коккоз, входившей в Гавринское сельское общество, было 1223 жителя в 194 домохозяйствах, владевших 658 десятинами и 1039 кв. саженями собственной земли. По Всероссийской переписи 1897 года в деревне насчитали 1 687 жителей, из которых 1 669 крымских татар. По «…Памятной книжке Таврической губернии на 1902 год» в деревне числилось 1540 жителей в 159 дворах, владевших 160 десятинами в личном владении отдельно каждого домохозяина под фруктовым садом, сенокосами и пашнями, на 1902 год в деревне имелась земская больница на 10 коек, работали врач и фельдшер. По Статистическому справочнику Таврической губернии. Ч.II-я. Статистический очерк, выпуск восьмой Ялтинский уезд, 1915 год, в селе Коккоз Богатырской волости Ялтинского уезда, числилось 347 дворов с татарским населением в количестве 1840 человек приписных жителей и 110 — «посторонних». Во владении было 18841 десятина земли (в это число вошли земли 14 деревень Коккозского округа), с землёй были 350 дворов и 87 безземельных. В хозяйствах имелось 150 лошадей, 120 волов, 250 коров, 200 телят и жеребят и 400 голов мелкого скота. Также при селении были: имения князя Юсупова, Сеит Бея Булгакова и Ревелиоти, хутора Васильева, Грекова, Гайон и Мещерского.

### Новое время
После установления в Крыму Советской власти, по постановлению Крымревкома от 8 января 1921 года была упразднена волостная система и село вошло в состав Коккозского района Ялтинского уезда (округа). Постановлением Крымского ЦИК и Совнаркома от 4 апреля 1922 года Коккозский район был выделен из Ялтинского округа и сёла переданы в состав Бахчисарайского района Симферопольского округа. 11 октября 1923 года, согласно постановлению ВЦИК, в административное деление Крымской АССР были внесены изменения, в результате которых округа (уезды) были ликвидированы, Бахчисарайский район стал самостоятельной единицей и село включили в его состав. Согласно Списку населённых пунктов Крымской АССР по Всесоюзной переписи 17 декабря 1926 года, в селе Коккозы, центре Коккозского сельсовета Бахчисарайского района, имелось 422 двора, из них 398 крестьянских, население составляло 1630 человек (802 мужчины и 828 женщин). В национальном отношении учтено: 1545 татар, 51 русский, 15 украинцев, 1 немец, 2 грека, 1 еврей, 15 записаны в графе «прочие», действовали 2 татарские школы — I и II ступеней. Основным занятием жителей было садоводство, также выращивали табак, развито огородничество, в особенности разведение «испанского лука». В 1935 году был создан новый Фотисальский район, в том же году (по просьбе жителей), переименованный Куйбышевский, которому переподчинили село. На тот же год в Коккозах действовал колхоз «Социализм», специализировавшийся на табаке и фруктах, также в промышленных масштабах выращивался испанский (ялтинский) лук. Село уже было электрифицировано.

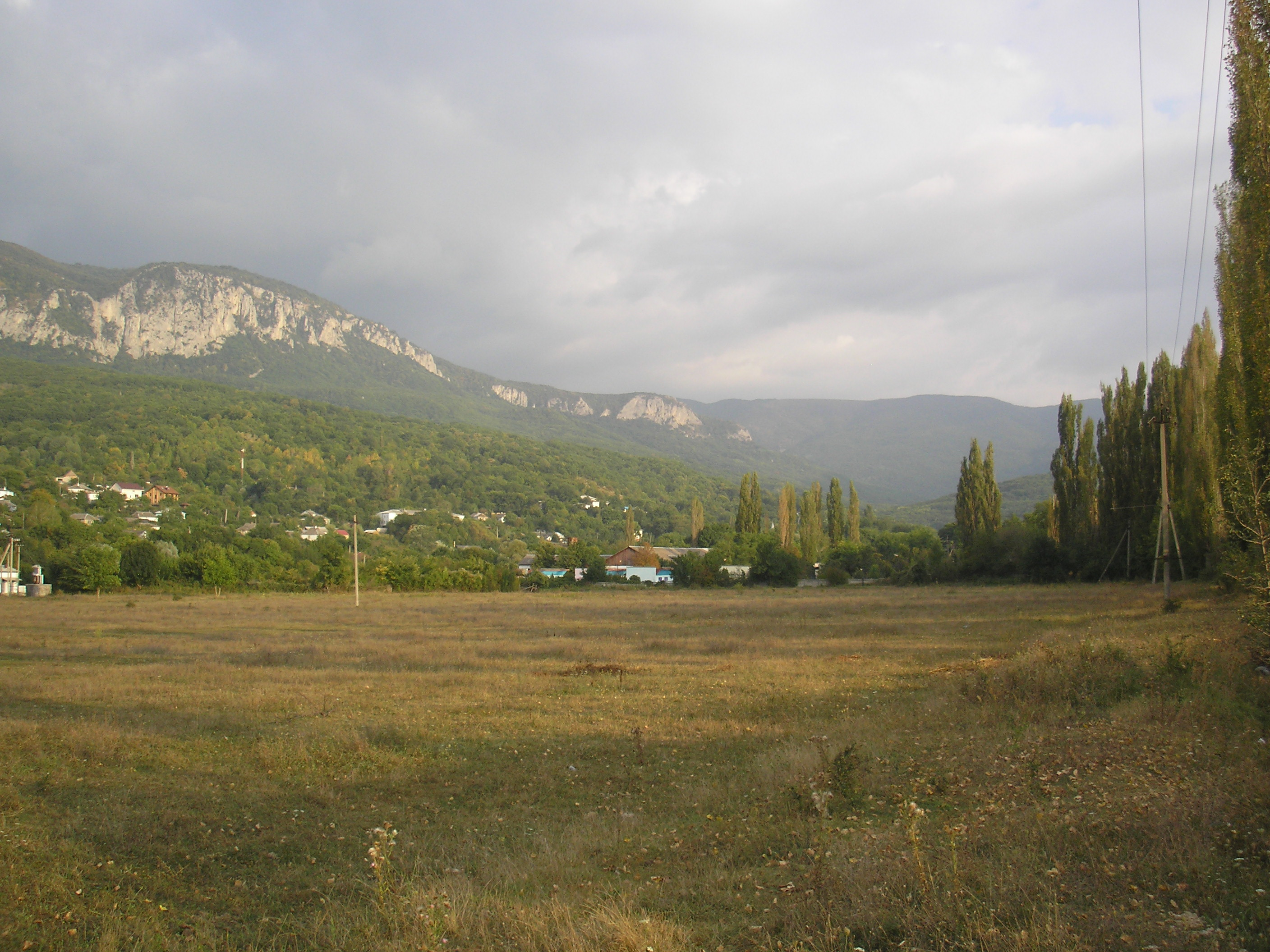
Вид с запада.
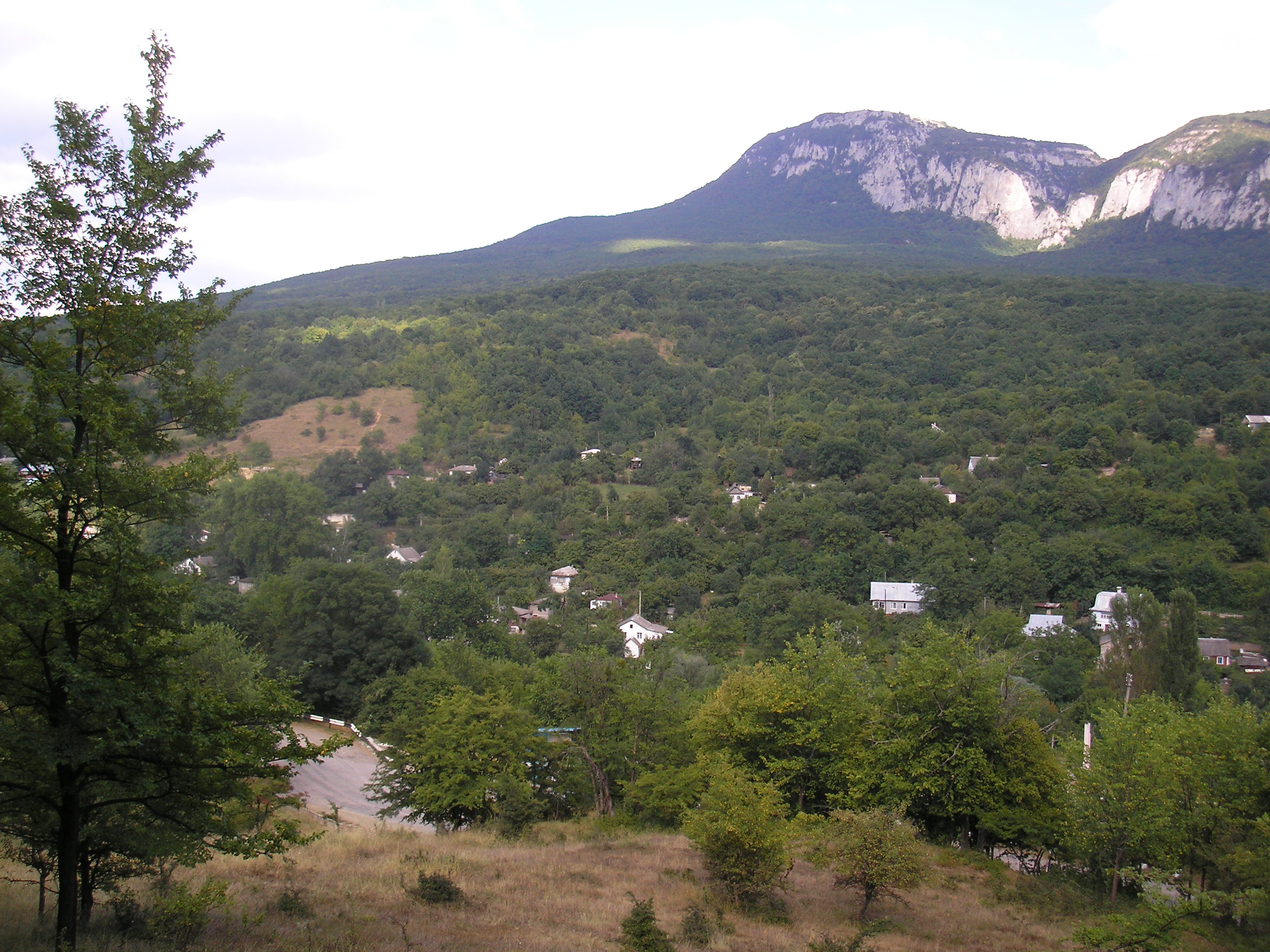
Восточная часть села.
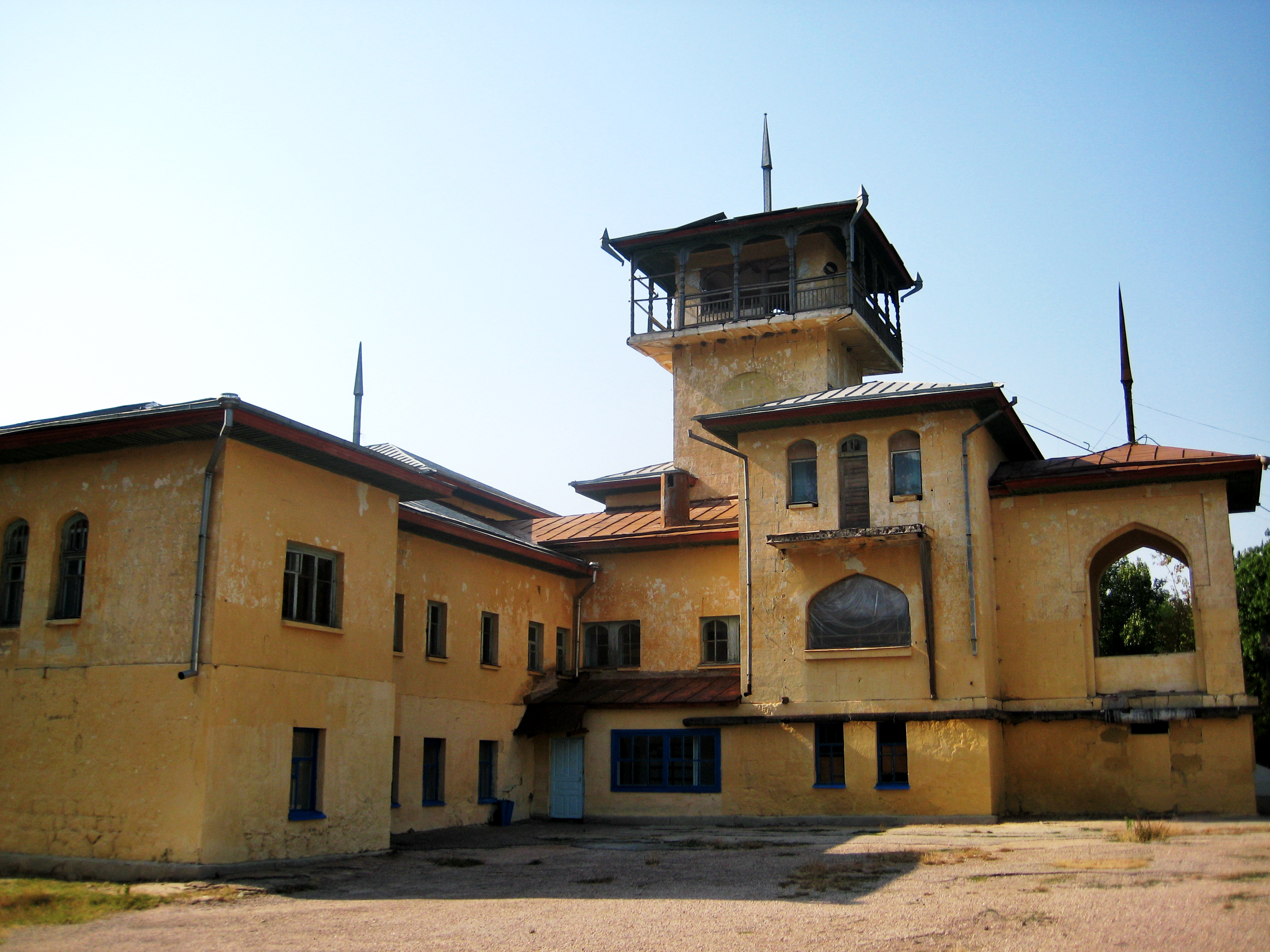
«Охотничий домик» кн. Юсупова в Соколином.
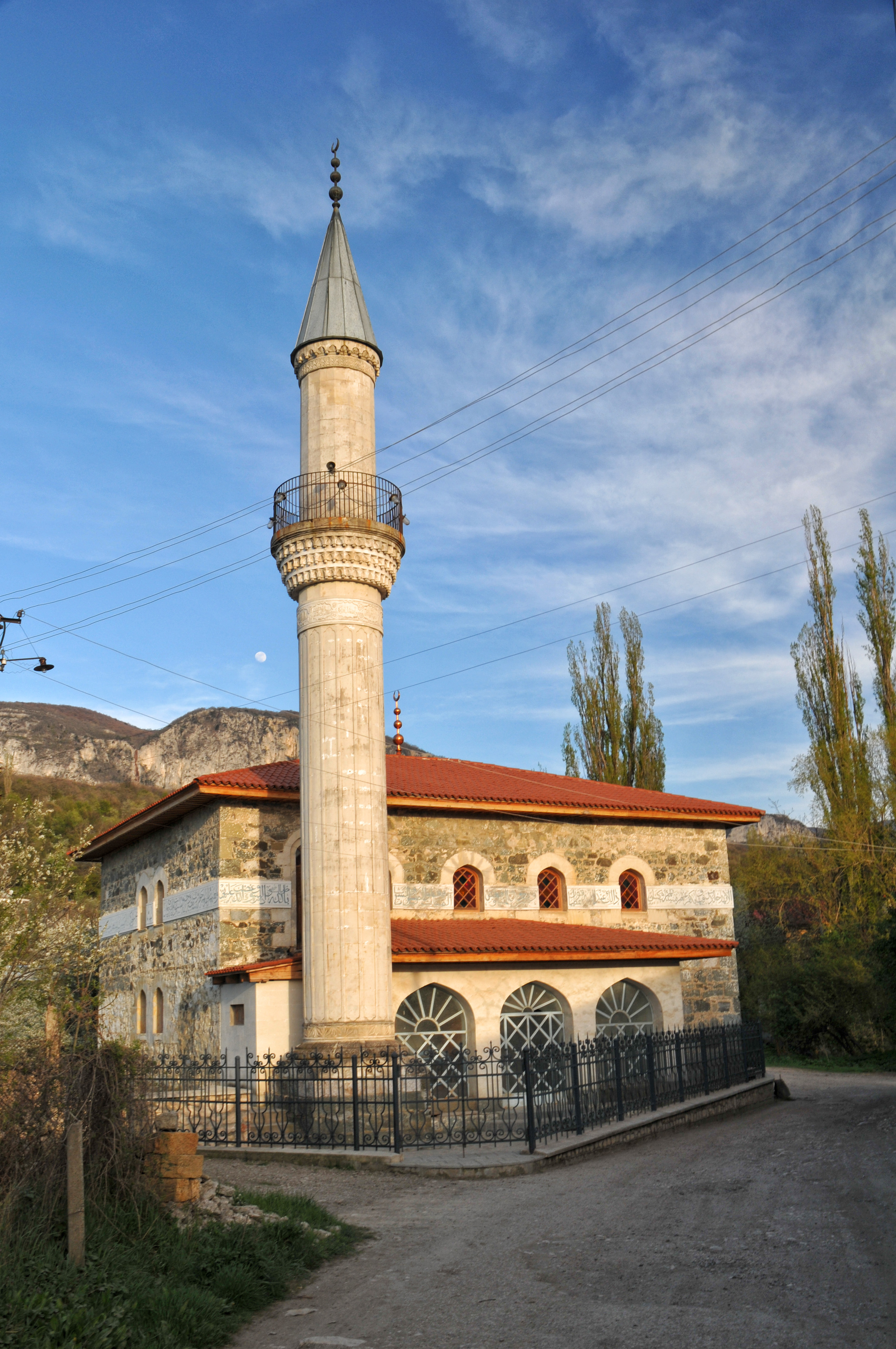
Юсуповская мечеть
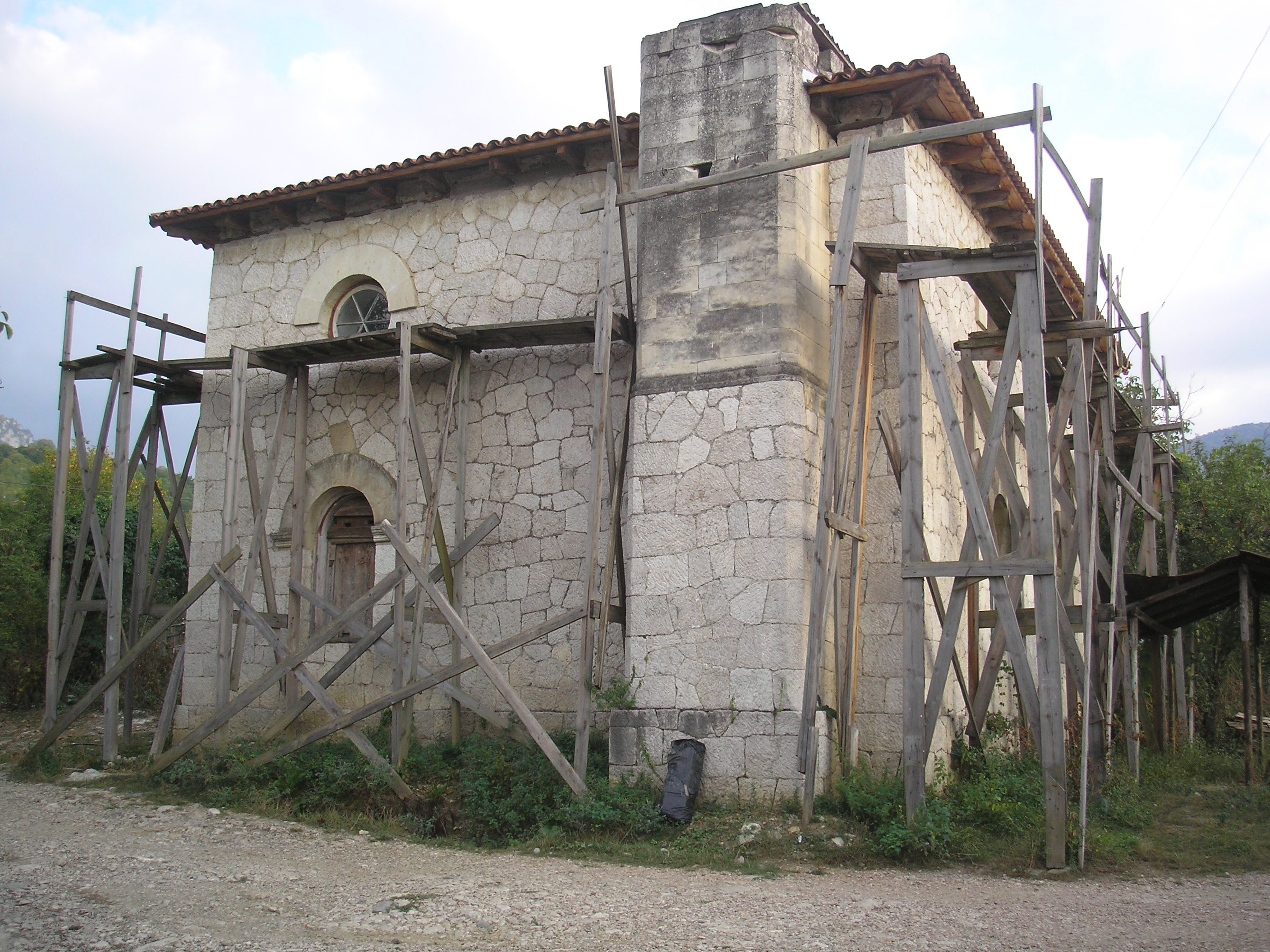
Булгаковская мечеть
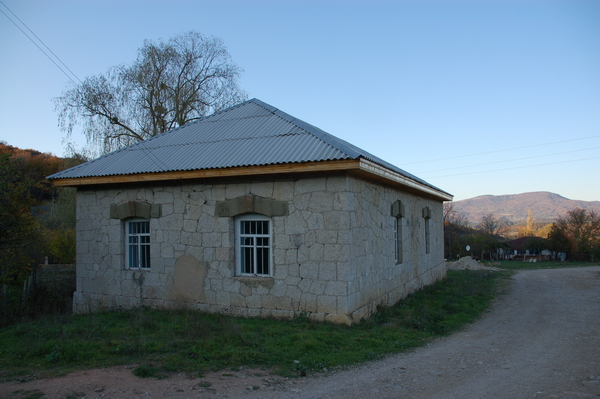
Кутлерская мечеть

К началу Великой Отечественной войны население Коккоз выросло почти до 2 000 человек (большинство — крымские татары), но после освобождения Крыма, 18 мая 1944 года, согласно постановлению ГКО № 5859 от 11 мая 1944 года, состоялась депортация коренного населения — крымские татары были выселены в Среднюю Азию. На май того года в селе учтено 1527 жителей (371 семья), из них 1484 человека крымские татары, 28 русских, 6 украинцев и 1 грек; было принято на учёт 250 домов спецпереселенцев. 12 августа 1944 года было принято постановление № ГОКО-6372с «О переселении колхозников в районы Крыма», по которому в район из сёл УССР планировалось переселить 9000 колхозников и в сентябре 1944 года в район приехали первые новоселы (2349 семей) из различных областей Украины, а в начале 1950-х годов, также с Украины, последовала вторая волна переселенцев. Указом Президиума Верховного Совета РСФСР от 21 августа 1945 года селение Кокозы переименовано в Соколиное, а Кокозский сельсовет — в Соколинский. С 25 июня 1946 года Соколиное в составе Крымской области РСФСР, а 26 апреля 1954 года Крымская область была передана из состава РСФСР в состав УССР. Время упразднения сельсовета пока не установлено: на 15 июня 1960 года село числилось его центром, а на 1968 год Соколиное — уже в составе Голубинского. Согласно указу Президиума Верховного Совета УССР «Об укрупнении сельских районов Крымской области», от 30 декабря 1962 года, Куйбышевский район упразднили и Соколиное присоединили к Бахчисарайскому. С 12 февраля 1991 года село в восстановленной Крымской АССР, 26 февраля 1992 года переименованной в Автономную Республику Крым. С 21 марта 2014 года в составе Крыма аннексировано Россией.